# 慢性高原病
慢性高原病或慢性高山病（英語：Chronic mountain sickness），又稱蒙格氏病（Monge's disease），為长期居住在3000公尺以上地方的人，会出现头痛、头昏、心慌、气促、恶心、呕吐、乏力、失眠、眼花、嗜睡、手足麻木、唇指发绀、心律增快等症状。主要是由缺氧、寒冷、干燥、太阳辐射、疲劳、营养不良所造成。

## 外部連結
- 慢性高原病_疾病大全_放心医苑网 （页面存档备份，存于）
- 慢性高原病[永久]
- 慢性高原病